# Harrison Birtwistle
Harrison Birtwistle, född 15 juli 1934 i Accrington, Lancashire, död 18 april 2022 i Mere, Wiltshire, var en brittisk tonsättare.

## Biografi
Birtwistle studerade vid the Royal Northern College of Music i Manchester (1952–55) och var medlem av Manchestergruppen (the New Music Manchester group) tillsammans med tonsättarna Alexander Goehr, Peter Maxwell Davies, pianisten John Ogdon och dirigenten Elgar Howarth. Gruppen framförde nyskriven musik och sökte efter nya vägar att komponera helt i linje med Darmstadtskolan, vilket var ett stort avsteg från musikklimatet i Storbritannien som vid denna tid mestadels bestod av traditionellt musikskapande. Birtwistle studerade klarinett och höll sina tonsättarambitioner för sig själv ända till 1957 då hans blåsarkvintett Refrains and Chorus framfördes och han lanserades som den mest distinkta rösten bland sina samtida kollegor. 
Han arbetade som musiklärare till 1965 då ett stipendium gav honom möjligheten att studera vidare på Princeton University i USA och helhjärtat kunna ägna sig år sin första opera Punch and Judy.
1975 blev han den förste musikchefen för Royal National Theatre i London och skrev teatermusik för dess uppsättningar. 1987 och 1988 var hans musik föremål vid Londons musikfestival. Han adlades 1988 och 2000 belönades hans långa musikliv med förtjänstorden Order of the Companions of Honour.
Från 1994 till 2001 innehade han Henry Purcell-professuren i komposition vid King's College i London.

## Verk (urval)

### Opera
- Punch and Judy (1967)
- Down by the Greenwood Side (1968–69)
- The Mask of Orpheus (1984)
- Gawain (1990)
- The Second Mrs Kong (1994)
- The Last Supper (2000)
- The Minotaur (2008)
- The Corridor (2009)
- The Cure (2014–15)

### Orkester
- Chorales (1960–63)
- Nomos (1967–68)
- The Triumph of Time (1971–72)
- Melencolia I, för klarinett, harpa och två ståkorkestrar (1976)
- Earth Dances (1985–86)
- Endless Parade, för trumpet, stråkar och vibrafon (1986–87)
- Machaut à ma manière (1988)
- Gawain's Journey (1991)
- Antiphonies, för piano och orkester (1992)
- The Cry of Anubis, för tuba och orkester (1994)
- Panic, för altsaxofon, jazztrummor, blåsare och slagverk (1995)
- Exody (1997)
- Sonance Severance 2000 (1999)
- The Shadow of Night (2001)
- Night’s Black Bird (2004)
- Concerto for Violin and Orchestra (2009-10)
- Responses, för piano och orkester (2014)